# Joe Corrigan
Joseph ("Joe") Thomas Corrigan (Manchester, 18 november 1948) is een voormalig betaald voetballer uit Engeland, die speelde als doelman gedurende zijn carrière.

## Clubcarrière
Corrigan speelde clubvoetbal in Engeland en de Verenigde Staten voor onder meer Manchester City en Seattle Sounders. Na zijn actieve loopbaan was hij geruime tijd keeperstrainer bij Liverpool, tot de komst van de Spaanse trainer-coach Rafael Benítez in 2004.

## Interlandcarrière
Corrigan speelde negen keer voor de nationale ploeg van Engeland in de periode 1976-1982. Onder leiding van bondscoach Don Revie maakte hij zijn debuut op 28 mei 1976 in de vriendschappelijke wedstrijd tegen Italië (3-2), net als middenvelder Ray Wilkins (Chelsea). Hij trad in dat duel in de rust aan als vervanger van Ray Clemence. Corrigan nam met Engeland deel aan het EK voetbal 1980 en het WK voetbal 1982, maar kwam bij beide toernooien niet in actie.

## Erelijst
Manchester City
- Football League First Division

1968
- FA Cup

1969
- Europacup II

1970
- League Cup

1970, 1976